# DAAM1
DAAM1‏ (Dishevelled associated activator of morphogenesis 1) هوَ بروتين يُشَفر بواسطة جين DAAM1 في الإنسان.